# Iguanodontidae
Iguanodontidae é uma família dinossauros herbívoros que viveram entre os períodos Jurássico e Cretáceo. Foram os primeiros dinossauros encontrados e descritos cientificamente, e incluem o Hadrossauro com seu notório "bico de pato", o Camptosaurus, o Callovosaurus, o Iguanodonte e o Ouranosaurus. Os iguanodontídeos eram grandes animais, e alguns (como o Shantungosaurus, que podia chegar a medir 15 m de comprimento e pesar 8 toneladas) equiparavam-se em tamanho aos maiores dinossauros carnívoros. Há duvidas se algumas espécies da família Hypsilophodontidae pertencem ou não a esta família.

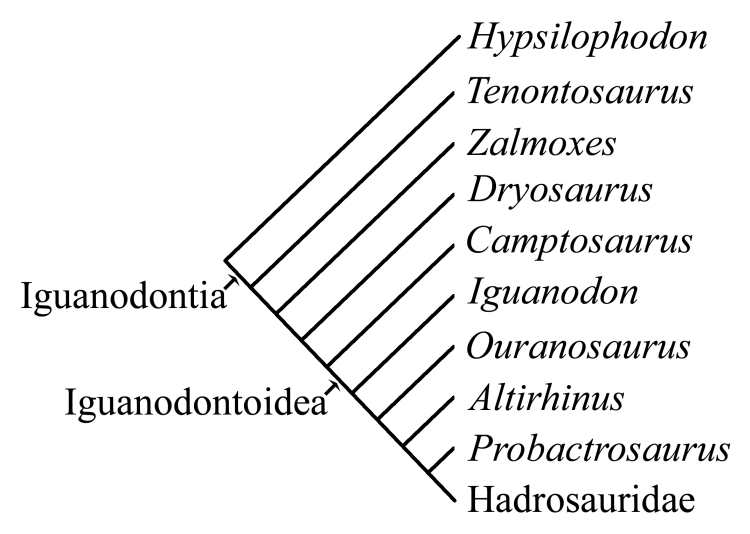
Árvore filogenética simplificada, segundo Norman (2004).